# Kansas City Chiefs
Kansas City Chiefs er et professionelt amerikansk fodboldhold baseret i Kansas City, Missouri, USA. Holdet, der var repræsenteret i både Super Bowl I, IV og LIV grundlagdes i 1960, og ejes i dag af Hunt-familien.
Chiefs hed oprindeligt Dallas Texans, men allerede i 1963 flyttede holdet til Kansas City, fordi den daværende borgmester i byen, H. Roe Bartle, garanterede øgede entreindtægter.
Holdet er repræsenteret i AFC West-divisionen i American Football Conference. I NFL sæsonen 2020 vandt de Superbowl trofæet efter en sejr på 31-20 over San Francisco 49ers